# Харабочи
Харабочи (в старину Хоробочи и др.) — деревня в Жирятинском районе Брянской области, в составе Воробейнского сельского поселения. 
 Расположена в 4 км к юго-востоку от села Норино. Население — 24 человека (2010).

## История
Упоминается с начала XVIII века; до 1781 года входила в Почепскую (1-ю) сотню Стародубского полка. С 1782 по 1918 гг. — в Мглинском повете, уезде (с 1861 — в составе Алексеевской волости); в 1918—1929 гг. — в Почепском уезде (Алексеевская, с 1924 — Балыкская волость).
До 2005 года входила в Норинский сельсовет (в 1929—1939 и 1957—1985 гг. — в составе Почепского района).